# Roland Gutsch (Projektmanager)
Roland W. Gutsch (* 3. November 1925 in Karlsruhe; † 20. Februar 2009 in Bremen) war ein deutscher Projektmanager. 

## Leben
Gutsch war der Sohn eines Mediziners. Im Zweiten Weltkrieg wurde er mehrfach verletzt. Gutsch arbeitete als Ingenieur bei Dornier am Bodensee. Er gründete 1965 die damalige INTERNET, eine Plattform für Projektmanagement, aus dem die weltweite IPMA International Project Management Association hervorging, deren Präsident er von 1976 bis 1982 sowie von 1988 bis 1991 war. 1979 war er Initiator der Gründung der Deutschen Gesellschaft für Projektmanagement (GPM). Er war unter anderem Präsident des 6. Internationalen Weltkongresses für Projektmanagement in Garmisch-Partenkirchen.
Für sein Engagement im Projektmanagement wurde er 1991 mit dem Verdienstkreuz am Bande des Verdienstordens der Bundesrepublik Deutschland ausgezeichnet. Er war Ehrenvorsitzender der GPM. Er ist Namensgeber des Roland Gutsch Project Management Awards der GPM für Personen, die ein Projekt mit erheblicher Tragweite und mit positiver Außenwirkung in oder für Deutschland durchgeführt haben.
Gutsch starb 2009. In einem Nachruf im Mitteilungsblatt der von Gutsch gegründeten Deutsche Gesellschaft für Projektmanagement wurde er als „Nestor des Projektmanagements“ bezeichnet.

## Schriften (Auswahl)
- Netzplantechnik: ein Mittel zur Planung, Steuerung und Überwachung von Projekten. 1968.
- Wertanalyse. 1971.
- Theorie und Praxis der Netzplantechnik: (Netzplantechnik I, Zeitplanung). 1972.
- Integrierte Zeit-, Kosten- und Kapazitätsplanung: Netzplantechnik II, PPS-System. 1972.
- Moderne Führungstechniken: Management 1. 1972.
- Entscheidungshilfe durch Systemtechnik. 1972.
- zusammen mit Peter Boese: Planungsfaktor Umweltschutz: Gemeinden vor neuen Aufgaben: Basiswissen für Entscheidungsträger. Lexika-Verlag, Grafenau 1976, ISBN 978-3-920353-21-0.
- zusammen mit Hasso Reschke und Heinz Schelle: Proceedings of the 6th Internet Congress 1979. Bd. 2., VDI-Verlag, 1979.
- The future of project management. 1987.
- A history of Internet - Ipma. 1988.
- zusammen mit Sebastian Dworatschek: Post graduate course: project management for participants from third-world countries. 1988.
- zusammen mit Hasso Reschke: Dimensions of project management: fundamentals, techniques, organization, applications. Springer-Verlag, Berlin 1990, ISBN 978-3-540-53157-9. (Festschrift für Gutsch.)